# Vatan ve Hürriyet
Vatan ve Hürriyet ("Pátria e Liberdade", em turco) foi uma pequena sociedade secreta revolucionária turca, formada por oficiais da reserva opostos ao regime autocrático do sultão otomano Abdulamide II, no início do século XX. Um jovem tenente do exército otomano, Mustafa Kemal Atatürk - que posteriormente fundaria a República da Turquia - juntou-se ao grupo em Damasco, no ano de 1905.